# FK Neris Vilnius
El FK Neris Vilnius fue un equipo de fútbol de Lituania que alguna vez jugó en la A Lyga, la primera división de fútbol en el país.

## Historia
Fue fundado en el año 1989 en la capital Vilnius y es uno de los equipos fundadores de la A Lyga en 1990 luego de la caída de la Unión Soviética y la independencia de Lituania, terminando la temporada en undécimo lugar del grupo del Báltico.
En la temporada de 1991/92 por razones de presupuesto cambia su nombre por el de Lietuvos Makabi Vilnuis debido a que su principal patrocinador fue la LSC Makabi y también contaba con un equipo filial en la 1 Lyga.
El club desaparece durante el receso de invierno en la temporada 1993/94 y es reemplazado por el FK Zydrius Marijampole.

## Palmarés
- Copa de Lituania: 1

1991/92

## Temporada
| Temporada | Pos. | J  | G  | E  | P | GF | GC | Pts. |
| --------- | ---- | -- | -- | -- | - | -- | -- | ---- |
| 1990      | 11º  | 32 |    |    |   | 27 | 47 | 28   |
| 1991      | 3º   | 14 | 8  | 5  | 1 | 17 | 5  | 21   |
| 1991/92   | 6º   | 25 | 10 | 11 | 4 | 31 | 18 | 31   |
| 1991/93   | 10º  | 13 | 3  | 3  | 7 | 15 | 20 | 12   |